# Jean-Baptiste Gramaye
Jean-Baptiste (of Jan Baptist) Gramaye (Antwerpen, 1579 - Lübeck, 1635) was een historicus in de Zuidelijke Nederlanden.

## Levensloop
De grootvader van Gramaye, Thomas Gramaye, afkomstig uit Piemont, kwam in het gevolg van Margareta van Oostenrijk naar de Spaanse Nederlanden. Hij werd raadsheer en ontvanger van het Land van Gelre en Zutfen. Hij had acht kinderen, die zich allen in de Spaanse Nederlanden inburgerden. Zijn zoon Sigbert Gramaye was luitenant aan het hof van Gelre en een dochter trouwde met een Della Faille. Zijn zoon Thomas Gramaye II werd president van de Rekenkamer van Gelderland. Hij bleef trouw aan de Spaanse koning en zijn goederen werden dan ook verbeurd verklaard in het Noorden. Hij werd vervolgens heer van 's-Gravenwezel en van Sint-Job-in-'t-Goor. Uit zijn derde huwelijk, met Anna Gillis, stamde de historicus Jean-Baptiste Gramaye. 
Jean-Baptiste studeerde in Leuven, promoveerde er tot licentiaat in wijsbegeerte en letteren en tot licentiaat in beide rechten en werd er hoogleraar. Hij werd ook tot priester gewijd en werd proost van de Walburgakerk in Arnhem en kanunnik in de Sint-Pieterskerk van Leuven. Nadien werd hij door aartshertog Albert aangesteld als officieel hofhistoriograaf. Hij is vooral bekend voor zijn werken over Azië, Afrika en de graafschappen en steden van de Lage Landen.
In maart 1608, gewapend met een aanbevelingsbrief van de aartshertog, begon Gramaye aan een rondreis doorheen de provincies Luxemburg, Gelderland, Vlaanderen, Artesië en Henegouwen. In West-Vlaanderen werkte hij onder meer in de archieven van de steden Diksmuide, Veurne, Nieuwpoort, Brugge, Kortrijk en Ieper. Gramaye beperkte zich tot opzoekingen in steden en niet op het platteland, dat toen verwoest en nogal onveilig was. Hij werd door de bezochte steden met financiële ondersteuning en geschenken bedacht. Zijn werk werd gepubliceerd en diende later ook in grote mate als basis voor de publicatie door Sanderus van zijn Flandria Illustrata in 1641. Zelf ontleende hij ook gegevens aan Meyerus.
Een paar jaar later ging hij uitgebreider op bezoek in meer landelijke streken, namelijk in het geheel van het Brugse Vrije. In 1612 publiceerde hij het resultaat van zijn opzoekingen, die gegevens bevatten over IJzendijke, Oostburg, Middelburg, Sint Anna ter Muiden, Sluis, Hoeke, Damme, de Brugse omgeving, Eeklo, Oostende, Lombardsijde, Torhout en Gistel.
Terwijl het in 1619 van Malta naar Italië reisde, werd het schip waar Gramaye op voer door Berber-zeerovers gekaapt en werd hij naar Algiers meegevoerd, in afwachting van de betaling van losgeld. Gedurende dit verplichte verblijf reisde hij door Noord-Afrika en verzamelde hij gegevens voor de beschrijving van de Berberse staten, die hij na zijn bevrijding, in 1622 publiceerde onder de titel Africa illustrata.

## Publicaties
- Andromede Belgica dicta Alberto Austriaco, Isabellae Clarae Eugeniae acta a Falconis alumnis, tertio ab inauguratis principibus die (Leuven, Laurence Kellam, 1600).
- Asia, sive historia universalis Asiaticarum gentium et rerum domi forisque gestarum (Brussel, Joannes Bellerus, 1604) Available on Google Books.
- Gallo-Brabantia (Brussel, Jan Mommaert, 1606) Available on Google Books.
- Bruxella cum suo comitatu (Brussel, Jan Mommaert, 1606) Available on Google Books.
- Thenae et Brabantia ultra velpam quae olim Hasbaniae pars (Brussels, Jan Mommaert, 1606) Available on Google Books.
- Arscotum Ducatus cum suis Baronatibus (Brussels, Jan Mommaert, 1606) Available on Google Books.
- Historia Brabantica (Leuven, Joannes Masius, 1607) Available on Google Books.
- Antverpiae antiquitates (Brussel, Jan Mommaert, 1610) Available on Google Books.
- Antiquitates Flandriae, 1611.
- Antiquitates ducatus Brabantiae (Brussel, Jan Mommaert, 1610) Available on Google Books.
- Taxandria (Brussel, Rutger Velpius, 1610) Available on Google Books.
- Flandria Franca (Rijsel, Christophe Beys, 1612) Available on Google Books.
- Rerum Duacensium Libri Tres (Douai, Jean Bogard; Antwerpedn, Hieronymus Verdussen; etc., 1618) Available on Google Books.
- Africae illustratae libri decem (Doornik, Adrien Quinque, 1622) Available on Google Books.
- Respublica Namurcensis, Hannoniae et Lutsenburgensis (Amsterdam, Jan Janssens, 1634) Available on Google Books.
- Antiquitates belgicae, postume publicatie van vroegere werken, 1708, met onder meer Antiquitates Flandriae.